# XIV Krajowy Festiwal Piosenki Polskiej w Opolu
XIV Krajowy Festiwal Piosenki Polskiej w Opolu – 14 edycja festiwalu odbyła się pod koniec czerwca 1976, w czasie trwających strajków w Ursusie i wydarzeń radomskich. Z powodu protestów społecznych po ogłoszeniu podwyżki cen, festiwal został skrócony o jeden dzień.
Był to ostatni festiwal przed zmianami – od następnego roku organizacją festiwalu zajmował się Radiokomitet, czyli PR i TVP.
Jury nie przyznało nagród głównych, co zdarzyło się po raz pierwszy w historii festiwalu. Werdykt poprzedziły burzliwe, całonocne obrady. Zaprezentowano 27 piosenek premierowych. Koncerty prowadzili:
- Mikrofon i Ekran – Krzysztof Materna oraz sporadycznie – Wiesław Gołas
- Koncert SBB – Andrzej Jaroszewski
- Debiuty – Andrzej Jaroszewski
- Koncert XXX-lecia Polskich Nagrań – Andrzej Zaorski i Ewa Złotowska

## KoncertZamiast przebojów23.06.1976
- Skaldowie

- Wszystko kwitnie wkoło
- Dziś prawdziwych Cyganów już nie ma (z Marylą Rodowicz)
- Szanujmy wspomnienia

- Maryla Rodowicz

- Damą być
- Ludzkie gadanie (duet z Sewerynem Krajewskim)
- Dziś prawdziwych Cyganów już nie ma (ze Skaldami)

- Jacek Lech – Dwadzieścia lat a może mniej
- Urszula Sipińska

- Telegram
- Fortepian w rzece

- Aura – Czy przyjedziesz
- Zofia i Zbigniew Framerowie – Za chwilę już
- Jadwiga Strzelecka – Gdzie ten świat młodych lat
- Lucyna Owsińska – Tak zbierałam świat
- Zdzisława Sośnicka – Należy nam się taki dzień
- 2 plus 1:

- Odpłyniesz wielkim autem
- Wyspa dzieci

- Krystyna Prońko – Niech moje serce kołysze cię do snu
- Halina Frąckowiak – Napisz, proszę

## KoncertXXX-lecia Polskich Nagrań24.06.1976
| - Anna Jantar - Staruszek świat - Dzień bez happy-endu - Irena Jarocka - Odpływają kawiarenki - Słowo jedyne – ty - Czerwone Gitary - Port piratów - Niebo z moich stron - Jacek Lech - Kochaj mnie dziewczyno - Dwadzieścia lat a może mniej - Alicja Majewska - Nasze pierwsze słowa - Na przekór wszystkim będę spać | 6. Budka Suflera - Jest taki samotny dom - Pieśń niepokorna - Utwór norweski 7. Novi - Ekspress lotniczy - Mazurek 8. Zespół Pieśni i Tańca Śląsk - Tańcowała ryba z rakiem - Taniec śląski - Helokanie - Pasterskie granie - Tańce i przyśpiewki góralskie - Głęboka studzienka - Chłopaki, chłopaki żeńcie się w Zagłębiu - Przyśpiewki krakowskie - Krakowiak - Nasz Śląsk, czarny Śląsk |

## KoncertDebiuty
- Sebastian – Zapachniało lato (nagroda Ministerstwa Kultury i Sztuki)[3]
- duet Z-Z (nagroda Ministerstwa Kultury i Sztuki)[3]
- zespół Baba – Jacek Zwoźniak[2] i in. (nagroda Ministerstwa Kultury i Sztuki)[3]
- Hanna Banaszak[2] – Tyle z sobą weź
- Ewa Domagała[4][2] – Ballada
- Grzegorz Markowski[2] – Powiedz jak mam żyć
- Lidia Maciejewska – Wybudź mnie
- Katarzyna Wiśniewska – Poślubiło niebo ziemię
- Tamara Kucera[2] – Zaprosimy świat
- Jacek Borkowski[2] – Proszę kochaj mnie
- Gem – Może coś w tym jest
- Jadwiga i Ewa Osipiak
- Basia Trzetrzelewska[2] – Piosenka zakochanie

W drugiej części wystąpił Andrzej Rosiewicz wraz z Asocjacją Hagaw
- Zenek blues
- Lubię wiosnę

## KoncertTip-top, czyli zamiast dyskoteki25.06.1976
- Anna Jantar

- Za każdy uśmiech
- Nie chcę z tobą być
- Może szukam tak jak ty

- Trubadurzy (z Krzysztofem Krawczykiem i Haliną Żytkowiak):

- Kiedy dzień za nocą goni
- Hej dziewczyno
- Nie znam ciebie
- Parostatek

- Gramine i Halina Szemplińska

- Nieba biała zamglona powieka
- Pomaluj wszystko na biało

- Sezam

- Nasz świat
- Gdyby tak

- Zofia Borca

- A ja wierzyłam ci
- Z miłością trzeba w zgodzie żyć

## Koncert zespołuSBB, 26.06.1976, godz 0:30(po koncercieTip-top..., który zakończył się o 23:00)
- Wolność z nami
- Światłowód
- W kołysce dłoni twych
- Odejście
- Bass
- Pamiętnik Rudigera
- Drums
- Wołanie o brzęk szkła
- Drums – battle I
- Bierawianie
- Drums – battle II
- Świetlik
- Improv
- Z których krwi krew moja

## KoncertPremiery26.06.1976
- Alibabki – Samotna rękawiczka
- Andrzej Rosiewicz i Asocjacja Hagaw – Zenek blues, czyli rusz się Zenek
- Krystyna Prońko, Lucyna Owsińska, Jadwiga Strzelecka – Tyle było już słów
- Bene-Nati – Pokochają nas
- Zbigniew Wodecki – Ballada o nieznajomych
- Wojciech Skowroński – Stary, dobry rock and roll
- Katarzyna Niemiec – Szczęściara
- Jolanta Zakonek – Tańczy Józefinka
- Barbara Dunin – Nie kochaj mnie a lub
- Marianna Wróblewska – Sobą być
- Skaldowie – Sto tysięcy złotych
- Halina Frąckowiak – Pieśń Geiry
- Aura – Razem być
- Alicja Majewska – Byłam twoim imieniem
- Happy End – Róża serca
- Bogdana Zagórska – A może to nie byłam ja
- Eden – Rajska jabłoń
- No To Co – Hej piosenko, piękna pani
- Ewa Złotowska – A ja dla ciebie nic już nie mam
- Bractwo Kurkowe 1791 – Niech wam życie płynie wesoło
- Grażyna Łobaszewska i Ergo Band – Nocny spacer
- Krystyna Hojnowska i Andrzej Dąbrowski – Dziewczyna z deszczu
- Anna Panas – Będzie prawdy za dwa grosze

Dziesięć piosenek wykonywanych na koncercie ukazało się potem na winylowym LP wydanym przez Polskie Nagrania „Muza”
(SX 1357). Album zatytułowany był Opole ’76 – Premiery.

## KoncertMikrofon i ekran27.06.1976
reżyseria: Olga Lipińska; scenografia: Mariusz Chwedczuk; wykonawcom towarzyszyła orkiestra PRiTV Studio S-1 pod dyr. Andrzeja Trzaskowskiego i Tomasza Ochalskiego.
- Bene Nati – Pokochają nas  (Stefan Rembowski/Andrzej Bianusz)
- Tropicale Thaiti Granda Banda – 20 lat a może mniej (Piotr Figiel/Janusz Kondratowicz)
- Jadwiga Strzelecka, Krystyna Prońko i Lucyna Owsińska – Trio wiosenne (Janusz Koman/Ryszard Czubaczyński)
- Dwa plus jeden – Odpłyniesz wielkim autem (Janusz Kruk/Marek Dutkiewicz)
- Krystyna Giżowska – Ballada o zwyczajnym dniu (Janusz Sławiński/Jan Zalewski)
- Jolanta Zakonek – Tańczy Józefinka (Lucjan Kaszycki/Jan Gałkowski)
- Ewa Złotowska – Ja dla ciebie nic już nie mam (Urszula Rzeczkowska/Jacek Bukowski)
- Halina Frąckowiak – Pieśń Geiry (Józef Skrzek/Julian Matej)
- Zdzisława Sośnicka – Żyj sobie sam (Janusz Koman/Bogdan Olewicz)
- Big Band Państwowej Wyższej Szkoły Muzycznej w Katowicach p/d Andrzeja Zubka – utwór instrumentalny
- grupa wokalna Sebastian – Zapachniało lato (Nina Rowińska)
- Tamara Kucera – Zaprosimy świat (Ali Krauzowicz/Wiktor Leliwa: Lech Konopiński i Włodzimierz Ścisłowski)
- Marianna Wróblewska – Sobą być (Maciej Rostkowski/Barbara Rybałtowska)
- Grażyna Łobaszewska i Ergo Band – Nocny spacer (Roman Nowicki/Z. Malinowski)
- Maryla Rodowicz i Skaldowie – Dziś prawdziwych Cyganów już nie ma (Andrzej Zieliński/Agnieszka Osiecka)
- Maryla Rodowicz

- Damą być (Jacek Mikuła/Agnieszka Osiecka)
- Sing, Sing (+ bis) (Jacek Mikuła/Agnieszka Osiecka)

- Alibabki – Samotna rękawiczka (Jerzy Dobrzyński/Agnieszka Osiecka)
- Andrzej Rosiewicz i Asocjacja Hagaw:

- Zenek blues (Edward Dyląg/Andrzej Rosiewicz)
- Lubię wiosnę (Andrzej Rosiewicz)

## Koncerty poza amfiteatrem
- recital Wojciecha Młynarskiego
- recital Jana Pietrzaka
- recital Marka Grechuty
- recital Nataszy Czarmińskiej
- recital 2 plus 1
- recital Czesława Niemena

## Nagrody[3][5]
- Nagroda Dziennikarzy – Grażyna Łobaszewska
- Nagroda Publiczności – Halina Frąckowiak
- Miss Obiektywu – Elżbieta Dmoch z zespołu 2 plus 1
- Nagroda Towarzystwa Przyjaciół Opola – „Nie kupię dzieciom saneczek” (Dyląg/Rosiewicz) w wykonaniu Andrzeja Rosiewicza
- Nagroda Prezydenta Opola – „Dzień przed sądem” (Andrzej Sobieski/Stanisław Grochowiak) w wykonaniu Stefana Zacha[6]

- Nagroda RM FSZMP (Rady Miejskiej Federacji Socjalistycznych Związków Młodzieży Polskiej) – „Pieśń Geiry” (Skrzek/Matej) w wykonaniu Haliny Frąckowiak i zespołu „Hokus”
- Nagroda Ministerstwa Kultury i Sztuki (za debiut) – zespół Sebastian, duet Z-Z oraz zespół Baba